# Westhalten
Westhalten ist eine französische Gemeinde mit 1010 Einwohnern (Stand 1. Januar 2022) im Département Haut-Rhin in der Region Grand Est (bis 2015 Elsass). Sie ist Mitglied der Communauté de communes Pays de Rouffach, Vignobles et Châteaux.

## Geografie

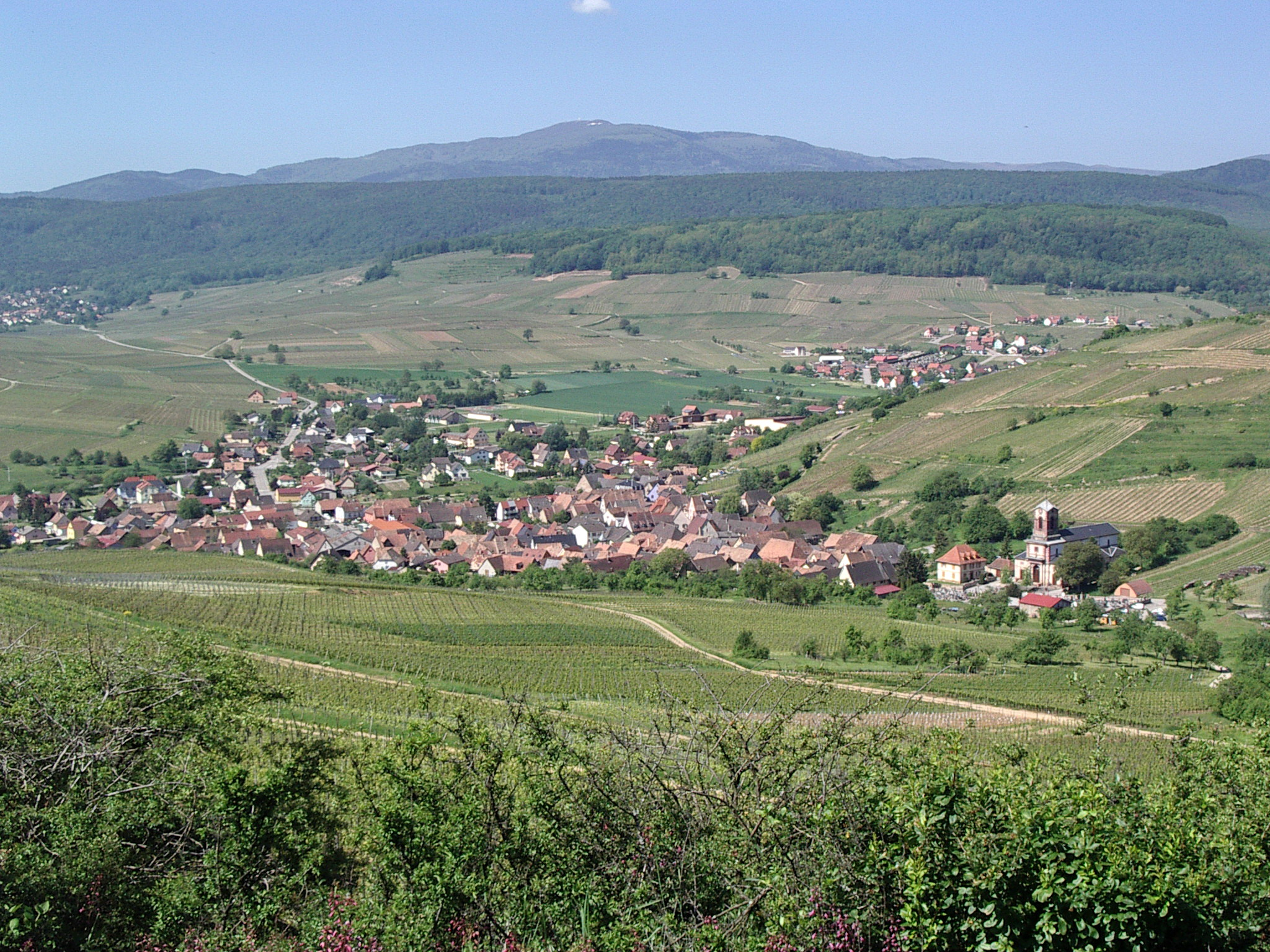
Blick auf Westhalten

Westhalten liegt im Zentrum des Vallée Noble am Rand der Vogesen, südlich von Colmar.
Nachbargemeinden sind Pfaffenheim im Norden, Rouffach im Osten, Orschwihr im Süden, Soultzmatt im Westen sowie Osenbach im Nordwesten. Das Gemeindegebiet gehört zum Regionalen Naturpark Ballons des Vosges.

## Geschichte
Auf der Gemarkung wurden neolithische Funde gemacht und Spuren einer Römervilla entdeckt. In einer Urkunde des Basler Bischofs von 1103 erscheint der Name West haulda. Haulda bedeutet Halde (=Hang). In dieser Urkunde wird eine Hofstätte und ein Weinberg des Basler Klosters Sankt Alban erwähnt. Früher gehörte der Ort zur so genannten Talgemeinde, zu der alle Orte im Ohmbachtal ab Westhalten zählten und deren Hauptort Sulzmatt war. Allerdings gehörte nur die Thalseite von Westhalten zu Sulzmatt, die Stattseite zur Herrschaft Rufach, damit zum Oberen Mundat des Bischofs von Straßburg. In der Revolutionszeit deklarierten die Bewohner Westhaltens 1788 ihre Unabhängigkeit von der Herrschaft in Rufach, aber erst 1818 wurde Westhalten offiziell selbständige Gemeinde. Von 1871 bis zum Ende des Ersten Weltkrieges gehörte es als Teil des Reichslandes Elsaß-Lothringen zum Deutschen Reich und war dem Kreis Gebweiler im Bezirk Oberelsaß zugeordnet.
Eine Kirche erscheint 1338 erstmals  in den Urkunden als Filial von Rufach. Ab 1450 war Westhalten eine eigene Pfarrei. Der mittelalterliche Vorgängerbau der jetzigen Pfarrkirche befand sich in der Ortsmitte.
l

### Bevölkerungsentwicklung

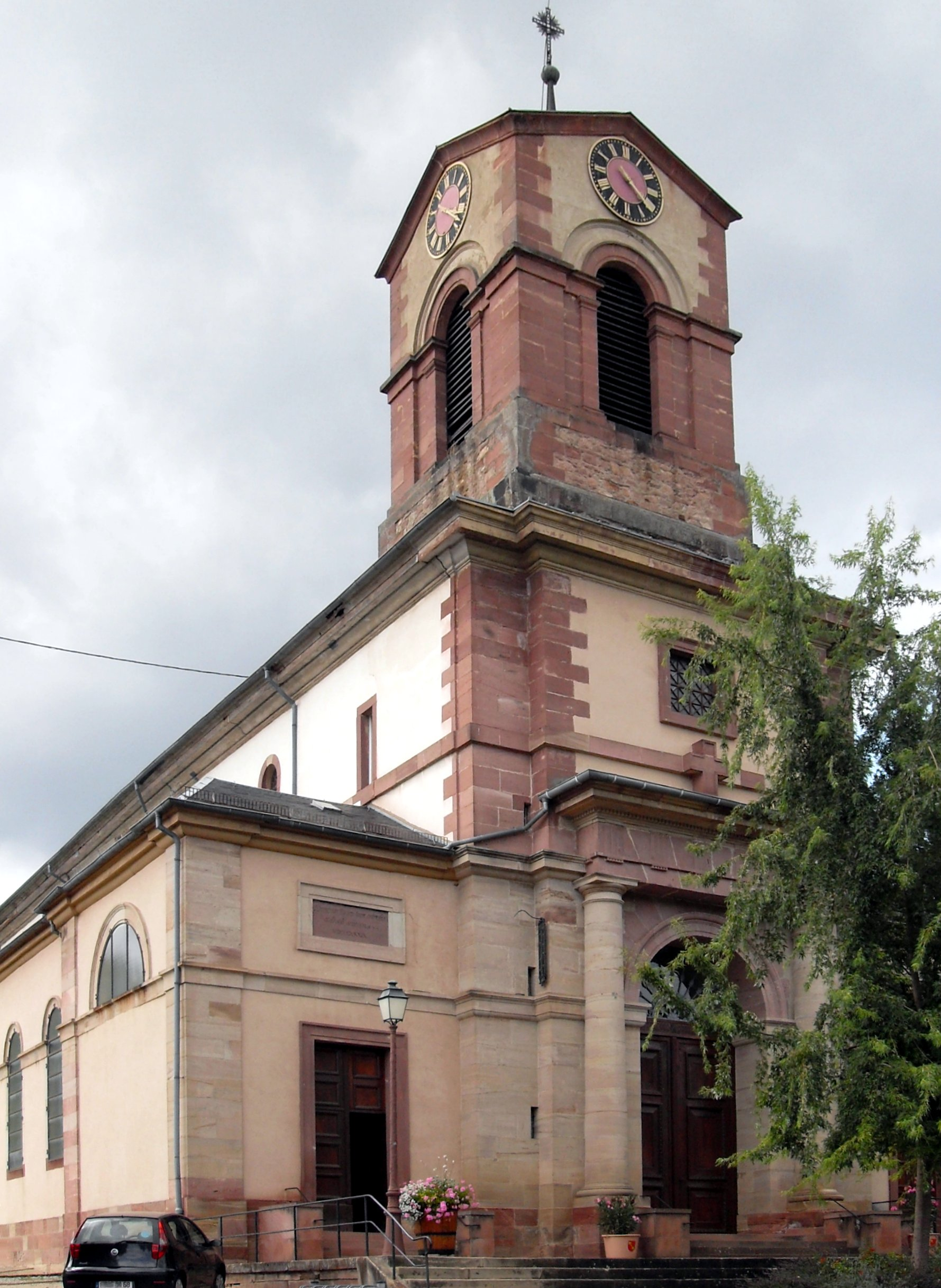
Südostseite der Kirche

| Jahr      | 1910 | 1962 | 1968 | 1975 | 1982 | 1990 | 1999 | 2007 |
| Einwohner | 901  | 668  | 707  | 761  | 745  | 770  | 816  | 915  |

## Bauwerke
- Kirche St. Blasius (Église Saint-Blaise) ist ein spätklassizistischer Bau der Louis-Philippe-Zeit, erbaut 1837 bis 1841. Der Rundbogeneingang in der durch Hausteinpartien aufgewerteten  und vom Turm überragten Südostfassade wird von einem Säulenportikus gerahmt. Rinckenbach-Orgel.
- Die Mairie (einst Schulhaus) von 1845 ist ein Walmdachbau aus der Louis-Philippe-Zeit mit einem Uhrtürmchen über dem First. Die drei Mittelachsen risalitartig vorspringend, mit einem Dreiecksgiebel bekrönt und im Erdgeschoss mit drei in Werkstein ausgeführten Rundbogeneingängen zu einer kleinen Vorhalle.
- Beim benachbarten Gebäude Rue de l’Église Nr. 1 handelt es sich um das ehemalige Rathaus von 1776. Die vermauerten, mit Fenstern versehenen Arkaden waren einst offen, da das Erdgeschoss als Marktstätte diente.
- Zahlreiche Winzerhäuser mit hohen Weinkellern im Erdgeschoss, oft mit großen profilierten Rundbogen-Hofeinfahrten und Eckquadern. Einige noch aus dem 17. Jahrhundert.

## Nachweise
1. ↑  Gemeindeverzeichnis Deutschland 1900 – Kreis Gebweiler